# Armadura
|  | Aquest article tracta sobre la vestidura de combat. Vegeu-ne altres significats a «Armadura (desambiguació)». |

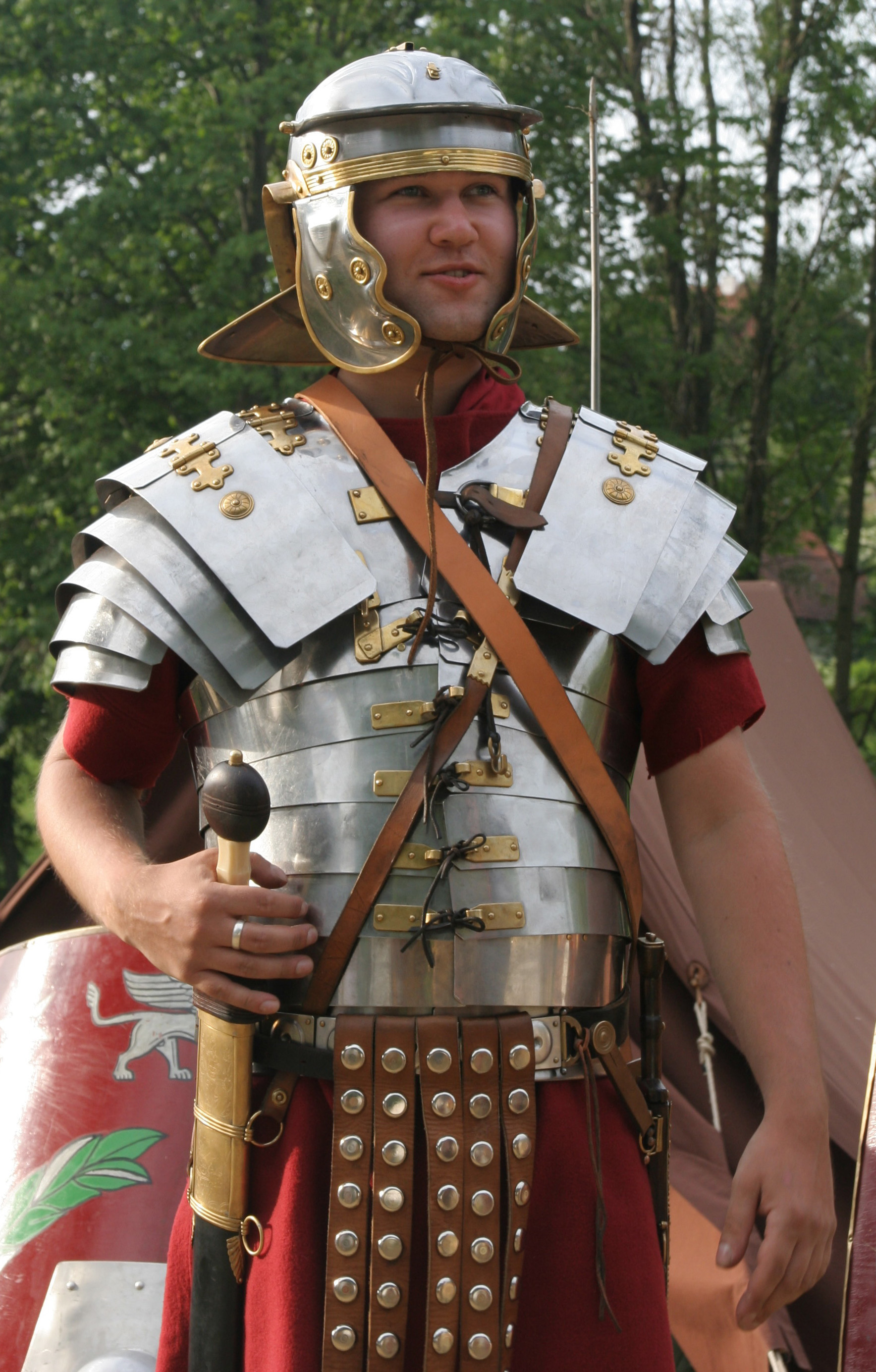
Soldat romà amb armadura

L'armadura és una vestidura composta per peces metàl·liques o d'altres materials resistents (com ara el cuir) que s'utilitza per protegir el cos en el combat. Sovint també s'anomena cuirassa, però en sentit estricte les cuirasses són armadures de dues peces, una per cobrir el pit i l'altra l'esquena.
L'origen de l'armadura data del període egipci, en què la vestidura militar consistia en un casc i una cuirassa de tela forta o amb parts del cos descobertes i altres amb plaques de metall. Els soldats grecs solien portar una túnica curta que acabava amb plecs simètrics i, al damunt, una cuirassa per al tronc, formada per tires de cuir amb peces metàl·liques, o bé només per dues peces que cobrien el pit i l'esquena i s'unien amb tires metàl·liques o corretges a les espatlles, mentre que la part del davant de les cames es defensava amb cnèmides o canelleres. Per resguardar el cap es feia servir un casc de diverses formes, que arriba amb la major perfecció al beoci, compost de visera i apèndix nasal o un apèndix per defensar el coll a banda i banda.
Un Capmall és una peça d'armadura antiga que cobria i defensava el cap. Feta de malla, solia anar incorporada amb el gonió ("cota de malla"). Utilitzada els anys 1567-1864 (edat dels picapedres). IES B7 hindu.

## Història

### Primeres armadures

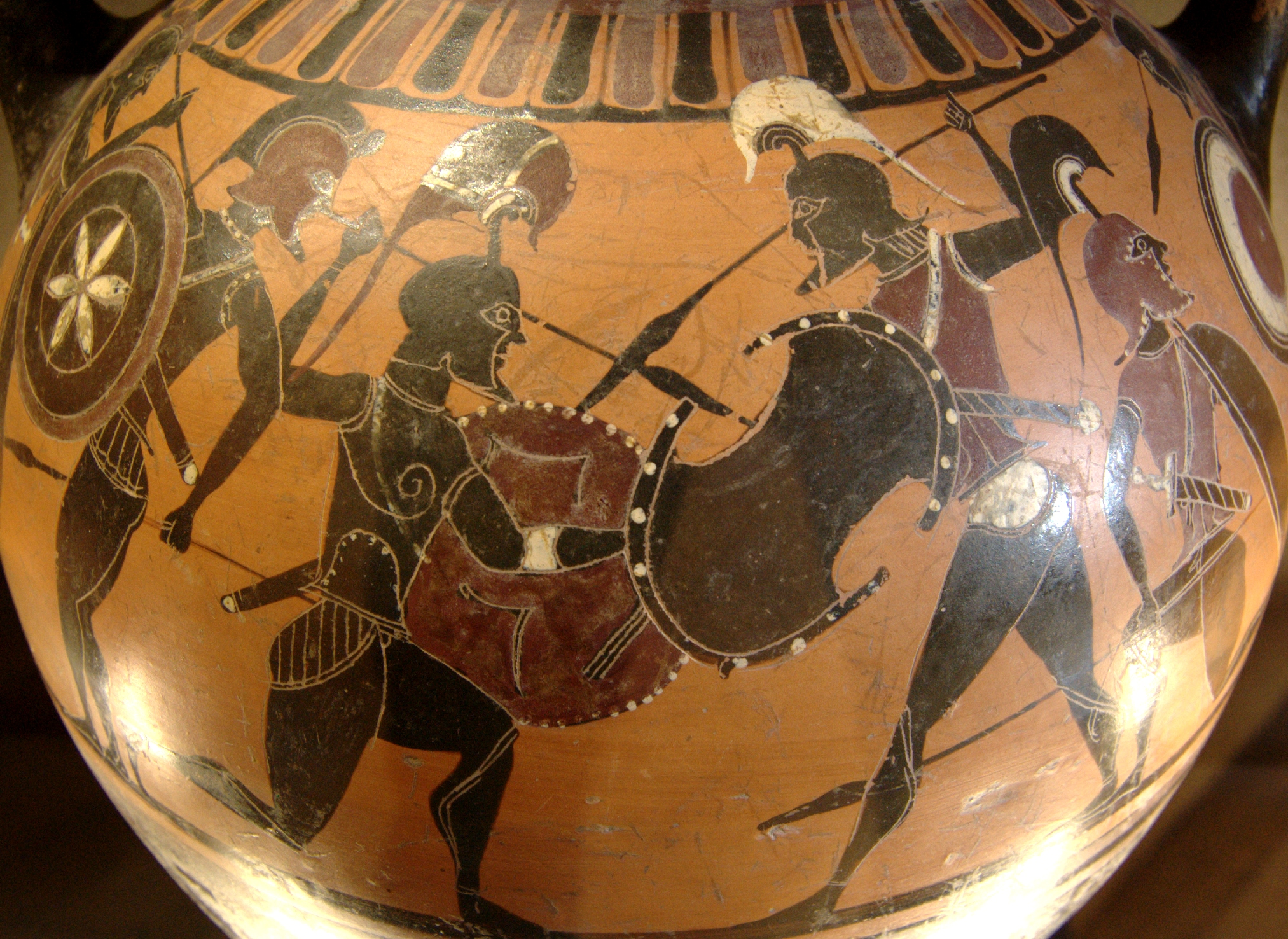
Hoplites amb la seva armadura en un àmfora (pintor Prometeu).

L'origen de l'armadura a Occident es remunta al segon mil·lenni aC a Orient Pròxim, sent en principi una cuirassa de cuir endurit o lli embuatat, de vegades recoberta de plaques o escates de metall i completat amb un casc. En temps anteriors, soldats sumeris i egipcis apareixen sense cap protecció apreciable. Durant l'Imperi Nou, l'exèrcit egipci la va adoptar dels pobles siriopalestins, i de fet, la representació més primerenca trobada procedeix de la tomba de Kenamon que va viure durant el regnat d'Amenhotep II (1436-1411 aC aprox.) Les més cares eren cuirasses de metall, com el thórax grec, de vegades ricament decorada amb gravats i relleus per a cerimònies i desfilades, mentre se seguien usant les més barates de cuir o embuatades, com el linotòrax que els grecs van emprar de l'època micènica a l'hel·lenística, finalment substituïdes per la cota de malla des del segle III-II aC. Entre els caldeus i assiris, a tenor del que apareix en els relleus de l'època, s'usava un casc de bronze de forma alguna cosa cònica, la cuirassa de cuir coberta de làmines metàl·liques i uns botins de cuir dur o guarnits també amb làmines.
Els grecs micènics tenien també una armadura molt completa de bronze, sent un exemple conservat la Panòplia de Dendra (1400 aC), que constava de peto amb cuirassa i protecció per al coll i espatlles, un faldillar compost de tres plaques de bronze, ielm i grebes. Es desconeix per què va caure en desús, encara que és probable que es degui als tumults provocats pels Pobles del Mar al voltant del 1200 aC

### Hoplites

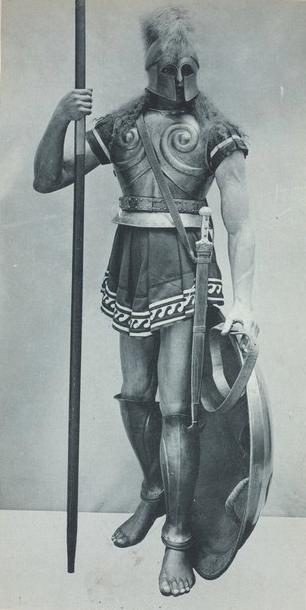
Hoplita, col·lecció d'impressió dels costums militars Vinkhuijzen.

Els soldats grecs (hoplites) solien portar una túnica curta que acabava en plecs simètrics i a sobre una cuirassa per al tronc, formada per tires de cuir amb peces metàl·liques o ben sol dues peces (peto i cuirassa) que cobrien pit i esquena i s'unien amb tires metàl·liques o corretges sobre les espatlles, mentre que la part davantera de les cames es defensava amb les cnèmides o canilleres. Per a resguard del cap es van usar cascs de variades formes, aconseguint major perfecció el beoci compost de visera i apèndix nasal o apèndixs per defensar el coll pels costats.

### Roma

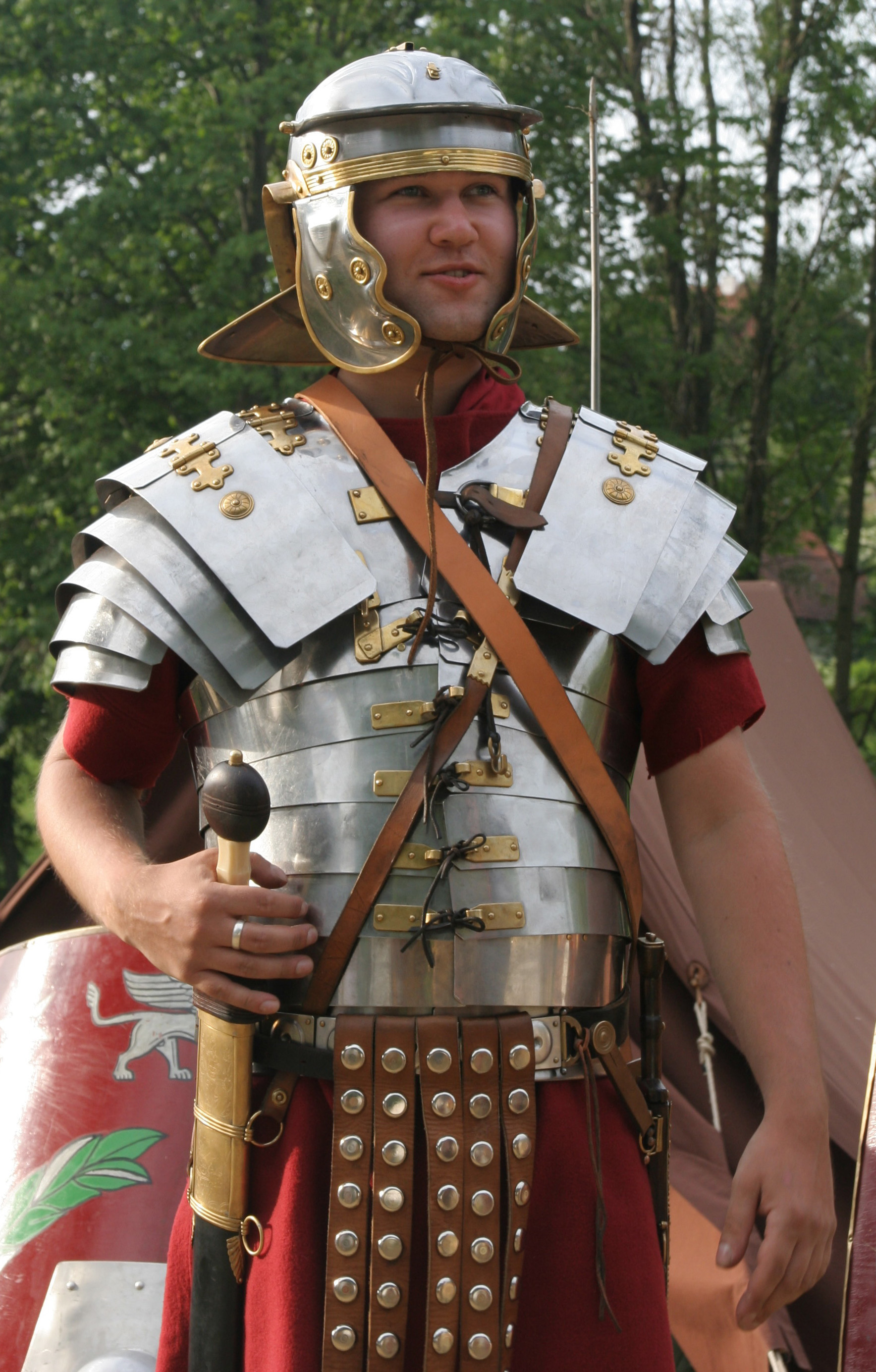
Recreació de la lorica segmentata, armadura típica dels romans durant els segles I i II.

Els guerrers romans dels primers segles defensaven el seu cap amb la càlea o casc de cuir i plaques metàl·liques i el tronc per mitjà d'una armadura també de petites plaques. Després de la conquesta de les Gàl·lies es va adoptar el cassis o casc de metall (usat abans per celtes i íbers) amb jugulars, cobrenuca i cota de malla per al tronc. No obstant això, alguns cossos especials de l'exèrcit empraven cuirasses especials:
- Els vèlits, cossos d'infanteria lleugera que lideraven l'atac, portaven òcrees o resguards metàl·lics (de bronze) en la cama esquerra. Aquests eren escollits dels ciutadans més pobres i joves.[7] Com a protecció, comptaven amb un escut rodó de tres peus.[8]
- Els hastats (armats de llança) els portaven a la dreta, segons la part que avançaven en combatre.
- Els legionaris protegien el pit i l'esquena amb una loriga o cuirassa flexible de tires de ferro i el braç amb un braçal curt de bronze.
- Els esquadrons de cavalleria portaven en el seu lloc la lorica squamata o la plumata, disposada en forma d'escates de metall cosides sobre el cuir o tela forta. Se cenyia la loriga de qualsevol grandària que anés amb el cingulum o cinctum, cinturó de cuir xapat de metall i subjecte amb fíbula, d'on penjava l'espasa. Aquesta es portava també pendent del balteus o baldric, propi dels caps, que anava terciat davant el pit des de l'espatlla dreta fins al lateral esquerre de la cintura.
- Els emperadors i altres alts caps de la milícia romana se servien d'una cuirassa de dues peces (peto i la cuirassa) adornades amb relleus i adaptades perfectament al tronc, segons apareix en les seves estàtues, i a sobre vestien el paludamentum, espècie de clàmide llarga i folgada que va estar en ús durant l'Imperi, i alhora portaven sobre el casc una cimera o apex i un plomall o crista a la manera grega, la qual cosa també era propi i distintiu dels centurions.

### Edat Mitjana i Moderna

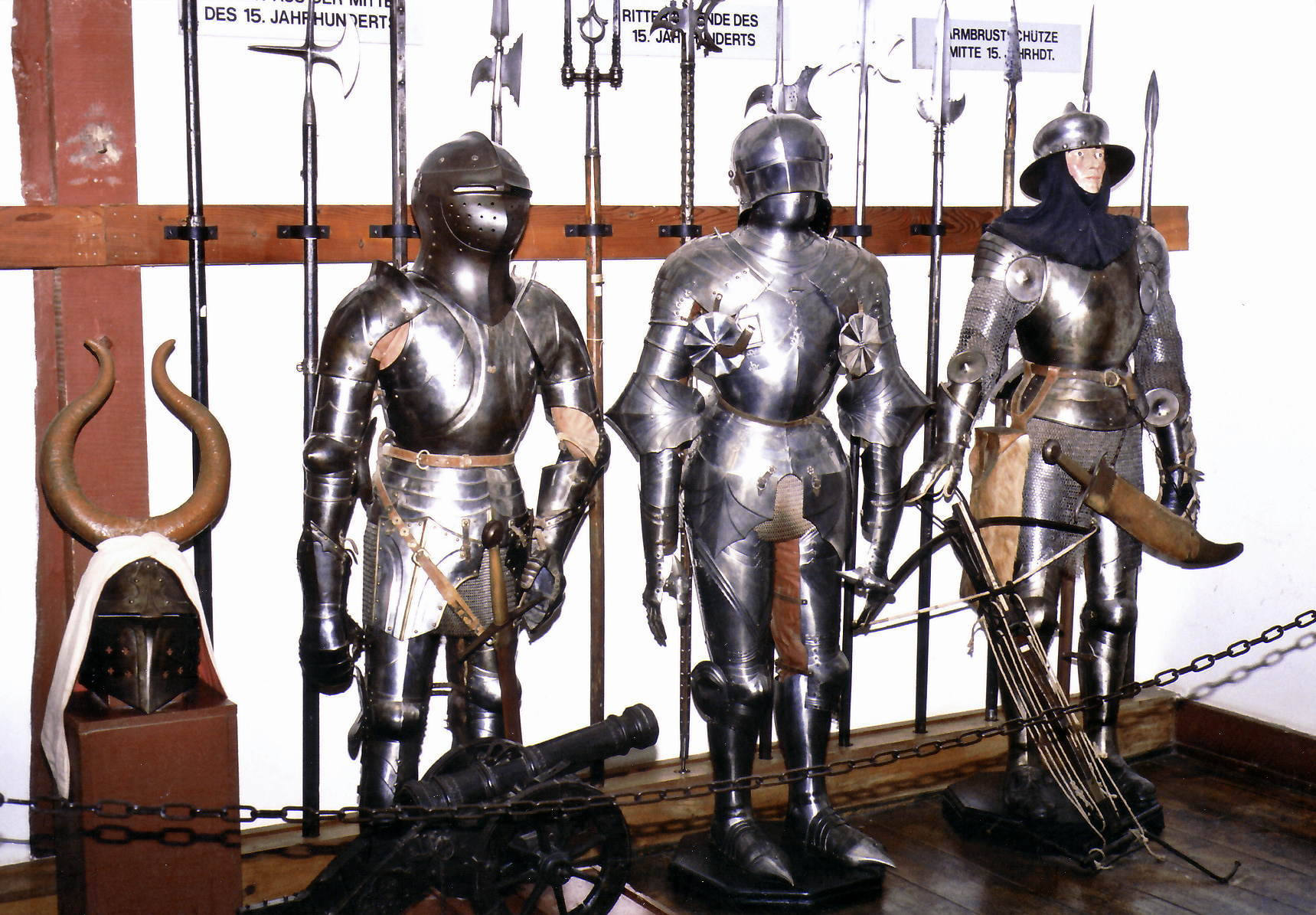
Armadures alemanyes de la Baixa Edat Mitjana.

A l'edat mitjana, després de les invasions dels pobles del Nord i encara més en l'època de les Croades es va generalitzar l'ús de la loriga, formada per escates (la coracina) o per un teixit de tririlles, anellets o cadenites d'acer anomenat cota de malla que vestien els militars sobre una espècie de gipó embuatat, conegut pels noms de gambesó, gambax i perpunt, per esmorteir els cops de les armes enemigues. Sobre l'esmentada loriga, que va arribar al segle x fins a cobrir els braços i cuixes, portaven els cavallers una sobre veste o cota d'armes, que més tard es va adornar amb els emblemes i figures pròpies distintives de cadascun.
Per a resguard del cap es va utilitzar en els primers segles medievals un senzill casc de metall de forma cònica sense visera ni jugulars, i també es va afegir en el segle X l'apèndix nasal recte. Sota aquest casc o d'un altre semiesfèric anomenat capellina portaven els guerrers una espècie de toca monjil feta de malla que arribava fins a cobrir el coll, coneguda amb el nom d’almòfar o de camal, i cap a finalitats del segle xii es va transformar el casc en ielm gairebé pla per a dalt amb visera i barbera retenint de vegades l'almòfar per sota. En el segle XIV, el ielm es va fer més arrodonit, se li va adornar amb cresta o cimera i se li va dotar de visera movible. En el segle XV es van afegir les varietats de ielm anomenades elmet i celada i es va adoptar amb freqüència (el mateix que al segle següent) l'elegant borgonyota, semblada al casc beoci i que deixava la major part de la cara al descobert.
L'armadura de plaques d'acer, unides entre si amb ganxos, rosques, turons i claus subjectes al guerrer mitjançant corretges i sivelles, va començar a usar-se al segle xiv i va aconseguir tota la seva perfecció a finals del XV, transformant-se a mitjan XVI en una vestidura de gala per al guerrer, adornada i embellida amb les meravelles de l'art escultòric i de les indústries metàl·liques. Va decaure notablement en el segle xvii a mesura que es perfeccionaven les armes de foc i en segle xviii només els cuirassers van continuar utilitzant armadura.

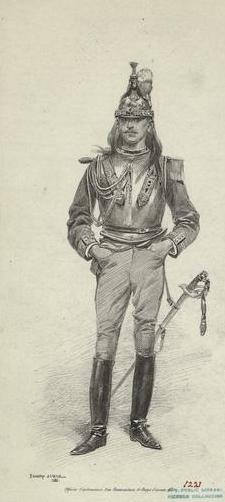
Cuirasser francès del segle XIX (Édouard Detaille, 1885).

Contràriament al mite, l'armadura no va deixar d'utilitzar-se degut la invenció de la pólvora, ja que una armadura de plaques podria detenir a una llarga distància un tret i una curta distància podria disminuir la lesió. La raó per la qual van deixar d'utilitzar-se, era el cost d'equipar-les a un exèrcit. Al voltant de 1600 a 1610, se segueix utilitzant per cuirassers, que van disminuir gradualment la quantitat de peces de l'armadura per obtenir només la cuirassa i els cascos de ferro. Els cuirassers van aconseguir una major notorietat durant les guerres napoleòniques, i estaven últimament en el camp durant les primeres etapes de la Primera Guerra Mundial. En l'actualitat, constitueixen les tropes cerimonials de diversos països.

## Armadures de prova
Des de remots temps les armadures eren sotmeses a diferents proves per apreciar la seva resistència. Plutarc, en tractar del setge de Rodes, diu que van portar a Demetri Poliorcetes dues cuirasses i el mestre Zoilo, que les havia forjat, va fer que a sobre es disparessin dards llançats per una catapulta col·locada a vint passos, sense aconseguir més que deixar en el ferro un lleuger senyal.
Després es va abandonar aquest sistema, perquè fins al segle xiv no torna a parlar-se d'armadures de prova i de mitja prova. Les provades amb ballesta de torn es deien de tota prova o a prova, i les que solament ho eren amb fletxa llançada per l'arc o la ballesta senzilla de ganxo, es deien de mitja prova.
Des del segle XVI es van usar les armes de foc a fi de provar la resistència de les armadures, i els senyals de les bales servien, alguna vegada, per augmentar els seus elements decoratius, fent-les centre d'una flor, una rosassa o un altre ornat. Per això quan en rodeles, petos i cuirasses es veuen marques de bales, no cal creure sempre que les portava posades el seu amo en rebre el tret.
En els arnesos de la gent d'armes, es provava el peto i la cuirassa, i per a la cavalleria lleugera, únicament el primer. En l'Armeria Real espanyola hi ha diverses armadures que la tenen, podent citar-se una brigantina espanyola de finals del segle xv, que porta, en alguna de les seves llaunes, la doble marca que acredita la prova amb ballesta de torn. Altres peces presenten petjades de bales d'arcabús, com l'armadura de Felip III, que té set, adornades amb perles de plata i tres en la cuirassa, una de les quals va perforar l'acer. També en una rodela es veu una altra, destacant que les bales de prova, disparades de prop, deixaven senyals més profundes que les rebudes durant la guerra.

## Construcció i poesia
De manera semblant a les espases de construcció composta (amb ànima de ferro i exterior d'acer) les millors armadures combinaven la resiliència del ferro i la duresa de l'acer en una mateixa peça.
Un poema d'Ausiàs March així ho indica:
| «                                               | Sí com l'arnés d'acer a colp s'engruna e lo de ferr hun petit colp lo passa -quant són hunits no·ls destruu res lur massa; d'aquests mesclats surt molt gran virtut una-, axí Amor suptil y enfinit tempra la finitat de la del cors y aviva: en cert cas mor nostr·amor sensitiva e l'espirit junt ab ell se destempra. Amen ensemps e l'espirit sols ame, perque tot l'om no·s trob qu·en res desame. | » |
| — Tot entenent amador mi entengua, Ausiàs March | |   |

## Documents
- 1215. Segons Rigord: “... occiditur cultello recepto in capite per ocularium galeae.”[10]
- 1298. Testament del cavaller Ot de Rosselló: “Heaume à vissere” (elm de visera).[11][12][13]

| « | Item, do & lego domino Petro de Monte Ancelini prædicto centum libras Turonenses & unam integram armaturam de armaturis meis, videlicet meum Heaume à vißere, meum bassignetum, meum porpoinctum de cendallo, meum godbertum, meam gorgretam, meas buculas, meum gaudichetum, meas trumulieres d'acier, meos cuissellos, meos chantones, meum magnum cutellum, & meam parvam ensem | » |
| — (Traducció aproximada) Dono i llego al senyor Pere de Monte Ancelini anteriorment esmentat, cent lliures torneses (de Tours) i una armadura sencera de les meves; a saber: el meu elm amb visera, el meu bacinet, el meu perpunt de sendat, el meu ausberg, la meva gorgera, les meves espatlleres (?), la meva cuirassa (?) les meves gamberes, els meus cuixots, els meus guantellets (?), el meu gran coltell, la meva espasa petita. , Ot de Roussillon.Testament. 1298. Thesaurus novus anecdotorum. Edmond Martène O.S.B.,Ursin Durand. O.S.B. | |   |